# The Big Dream
The Big Dream è il secondo album discografico del musicista e regista statunitense David Lynch, pubblicato nel luglio 2013.

## Il disco
Il disco è stato registrato nel 2012 presso l'Asymmetrical Studio di Los Angeles (California) da Lynch con il suo collaboratore Dean Hurley.
Due singoli sono stati estratti dall'album: I'm Waiting Here, realizzato in collaborazione con l'artista svedese Lykke Li (solo la versione singolo e quella iTunes prevedono la collaborazione) e pubblicato nel giugno 2013, e Are You Sure/Star Dream Girl, doppia A-side pubblicata su internet qualche settimana dopo il precedente singolo.
L'album contiene anche una cover di Bob Dylan, rappresentata dal brano Ballad of Hollis Brown.

## Tracce
1. The Big Dream – 4:07
2. Star Dream Girl – 3:27
3. Last Call – 3:48
4. Cold Wind Blowin' – 3:49
5. Ballad of Hollis Brown (cover Bob Dylan) – 5:12
6. Wishing Well – 3:39
7. Say It – 3:58
8. We Rolled Together – 4:00
9. Sun Can't Be Seen No More – 4:40
10. I Want You – 3:47
11. The Line It Curves – 6:01
12. Are You Sure – 3:46

Bonus track iTunes e bonus 7" LP
1. I'm Waiting Here (featuring Lykke Li) – 5:02

Bonus track versione giapponese
1. And Light Shines – 3:41

## Formazione
- David Lynch - voce, chitarra
- Dean Hurley - chitarra, synth, batteria
- Riley Lynch - chitarra (traccia 9)
- Lykke Li - voce (13)